# Wellington Ngu
Titre
Prince héritier du royaume des Tonga
18 décembre 1879 – 11 mars 1885
(5 ans, 2 mois et 21 jours)
Wellington Ngu, né ʻUelingatoni Ngū le 3 août 1854 au Palais royal à Nuku'alofa où il est mort le 11 mars 1885, est un prince tongien de la Maison royale des Tupou, petit-fils du roi George Tupou Ier.

## Biographie
Né en 1854, Wellington est le deuxième enfant et le fils aîné du prince Tevita ʻUnga (David) et de sa première épouse Fifita Vavaʻu. Bien que son grand-père paternel George Tupou Ier soit roi depuis 1845, le père de Wellington est considéré comme illégitime par la norme chrétienne parce qu'il était né hors mariage. Après la mort de son oncle le prince George Tupou, son père est légitimé et nommé prince héritier selon les termes de la première constitution du royaume du 4 novembre 1875. La ligne de succession esquissée dans la constitution a donné la priorité au prince David, puis aux descendants légitimes de ses enfants.
De 1875 à 1877, le prince Wellington sert d'aide de camp à son grand-père le roi George Tupou Ier. Tandis que son père le prince David cherche des soins médicaux à Auckland en 1879, il meurt soudainement. Wellington succéde comme héritier du trône des Tonga, devenant le prince héritier de Tonga le 18 décembre 1879. Il devient également par la suite le gouverneur de Haʻapai et Vavaʻu.
Le prince Wellington n'accède jamais au trône. Il meurt à son tour le 11 mars 1885. Il n'a laissé aucun enfant légitime, de sorte que la position d'héritier présumé retombe sur son frère, Nalesoni Laifone, puis sur leur sœur, Fusipala.

## Mariage
Il épouse Asupa Funaki (décédée en 1931), fille de Babanga Moala. Le couple n'eut pas d'enfants néanmoins le prince laisse plusieurs enfants illégitimes, jamais reconnus par la famille royale.